# Anima mundi

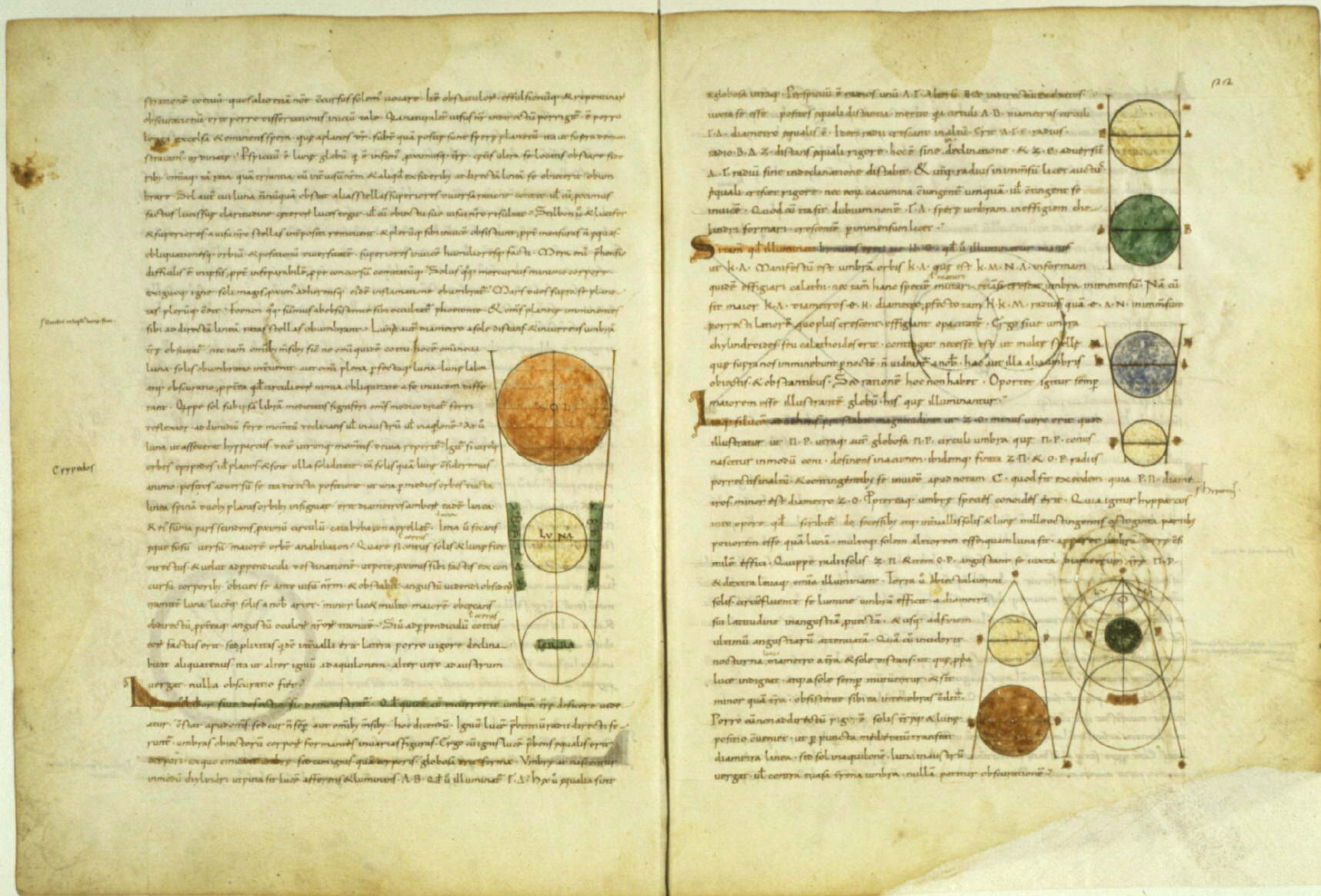
Середньовічний рукопис латинського перекладу Тімея

Anima mundi (з лат., дослівно — Душа світу, гр. — ψυχή κόσμου) — латинська фраза, якою деякі древні філософи окреслювали душу матеріального світу, уявляючи його як живу істоту. Прихильники таких поглядів стверджували, що Anima mundi пронизує космос і оживляє все матеріальне, подібно як душа оживляє організм людини.
Ідея Anima mundi була сформульована Платоном і стала основним компонентом кількох неоплатоністських філософських систем:
«...отже ми можемо стверджувати, що цей світ дійсно є живою істотою, наділеною душею і інтелектом ... окремою видимою живою істотою, що вміщує в собі всі інші живі істоти, пов'язані за своєю природою.»
Стоїки уявляли Космос як першооснову усього живого на світі. Такі підходи також присутні в системах східної філософії, зокрема як Брахман і Атман в індуїзмі, та як Ці (спрощ.: 气; кит. трад.: 氣; піньїнь: qì) в філософській школі Їнь і ян, Даосизмі та в неоконфуціанстві.

Подібна концепція була присутньою в поглядах низки герметичних філософів, таких як Парацельс, Спіноза, Лейбніц, а пізніше — у Фрідріха Шеллінга. З 1960 року ідея Anima mundi стала ідеологічним підґрунтям гіпотезі Геї — космогонічної гіпотези, запропонованої англійським вченим Джеймсом Лавлоком:
«Земля — більше, ніж просто дім, це жива істота, і ми є її невід'ємною частиною.»

## Anima mundiв назвах сучасних творів
- Godfrey Reggio (директор, сценарист) — назва фільму Anima mundi (1992)[3]
- Козакова Олена (директор, автор) — назва віртуальної езотеричної галереї Anima mundi[4]
- "Anima Mundi" (рок-група) — назва прогресивної кубинської рок-групи Anima mundi[5]
- Dionysus (рок-група) — назва музичного альбому Anima mundi (2004)[6]